# Александер Конраді
Александер Едмунд Конраді (нім. Alexander Edmund Conrady; 16 липня 1903, Ной-Ульм — 21 грудня 1983, Аугсбург) — німецький воєначальник, генерал-майор вермахту (20 квітня 1944). Кавалер Лицарського хреста Залізного хреста з дубовим листям.

## Біографія
9 квітня 1923 року вступив рядовим у 19-й піхотний полк. Закінчив військову академію (1936). З 6 жовтня 1938 року — командир роти 40-го піхотного полку. З 11 березня 1933 року — 1-й ордонанс-офіцер при штабі 27-ї піхотної дивізії. Учасник Польської і Французької кампаній. З 1 липня по 9 вересня 1940 року — командир 2-го батальйону 91-го піхотного полку, з 21 липня 1941 року — 1-го батальйону 118-го піхотного полку, з яким взяв участь у німецько-радянській війні. Відзначився у боях під Ржевом. З 15 вересня 19452 року — командир 118-го піхотного полку. Учасник Курської битви. З 19 лютого 1944 року — командир 36-ї піхотної дивізії. Влітку 1944 року дивізія була майже повністю знищена в Білорусі, а сам Конраді 1 липня 1944 року був взятий у полон в Бобруйську. 4 листопада 1947 року військовим трибуналом засуджений до 25 років таборів. 8 жовтня 1955 року репатрійований у ФРН.

## Нагороди
- Медаль «За вислугу років у Вермахті» 4-го і 3-го класу (12 років) (2 жовтня 1936)
- Медаль «У пам'ять 13 березня 1938 року»
- Залізний хрест
  - 2-го класу (4 жовтня 1939)
  - 1-го класу (2 липня 1940)
- Медаль «За Атлантичний вал»
- Штурмовий піхотний знак в бронзі (23 листопада 1941)
- Німецький хрест в золоті (24 грудня 1941)
- Нагрудний знак «За поранення» в чорному (29 грудня 1941)
- Медаль «За зимову кампанію на Сході 1941/42» (16 липня 1942)
- Лицарський хрест Залізного хреста з дубовим листям
  - лицарський хрест (17 жовтня 1942)
  - дубове листя (№ 279; 22 серпня 1943)
- Відзначений у Вермахтберіхт (9 лютого 1944)